# イオンモール常滑
イオンモール常滑（イオンモールとこなめ）は、愛知県常滑市りんくう町2丁目20番地3号に所在する、イオンモール株式会社とイオン株式会社が運営しているショッピングセンターである。本項では、併設している映画劇場のイオンシネマ常滑（イオンシネマとこなめ）についても記載する。

## 概要
愛知県企業庁の所有する中部臨空都市空港対岸部（約123ヘクタール）の一角を借用して建設されて、2015年（平成27年）12月4日午前9時に開業した。敷地面積は約202,000平方メートルで、東海3県最大の規模となっている。
屋外体験型エンターテイメントパーク「ワンダーフォレスト きゅりお」が出店していて、同施設内にロープコース（アスレチック）・サーキットコース・スケートリンク・温浴施設がある。
平面駐車場北端には、ENEOSのガソリンスタンド「ENEOS EneJet セルフイオンモール常滑」が出店している。
当モールと中部国際空港（セントレア）を結ぶ、シャトルバスの運行を同年12月1日より実施していたが、2024年3月31日をもって、利用者減少等により、同シャトルバスの運行を終了している。

### 駐車場について
- 当施設は、平面駐車場と屋上駐車場の全3500台分用意されている。
- 駐車場料金は、入庫から4時間までは、一律で無料、イオンシネマ利用の方は、さらに2時間無料。同じ敷地内にあるマーゴの湯の利用の方は、営業時間内は一律で無料である。それ以外のイオン直営側、イオンモール専門店側の各店舗での駐車場サービスは、実施していない。
  - 2024年5月21日より、これまでゲート式、駐車券式の駐車場システムから、ゲートレス、駐車券レスのカメラによるナンバープレート認証方式に変更となる。駐車場料金や、割引きサービスには、変更はないが、無料時間内でも、必ず出庫の前に当施設の各出入り口に設置されている、精算機で必ず精算処理をする必要がある。

## イオンシネマ常滑
「ワンダーフォレスト きゅりお」の南側に位置し、りんくうIC料金所を臨む西側駐車場Fに地上2階鉄筋造のイオンシネマ常滑（イオンシネマとこなめ）が2017年（平成29年）7月12日にグランドオープン。コジマ×ビックカメラ近くのF2:ノースコート西入口に直結し、9スクリーンを備える。
かつての常滑市内には常滑映画劇場、常滑キネマなどの映画館があったが、1985年（昭和60年）頃から市内に映画館がなくなっており、イオンシネマの開業で32年ぶりに映画の灯がともったことになる。
| スクリーンNo. | 座席数 | 車椅子席数 | 備考                   |
| ------------- | ------ | ---------- | ---------------------- |
| 1             | 43     | 2          | 「げんきッズシアター」 |
| 2             | 90     | 2          | 3D対応                 |
| 3             | 90     | 2          |                        |
| 4             | 90     | 2          |                        |
| 5             | 90     | 2          |                        |
| 6             | 90     | 2          |                        |
| 7             | 90     | 2          |                        |
| 8             | 205    | 2          | 3D対応                 |
| 9             | 283    | 2          |                        |

## 催し物
「ワンダーフォレスト きゅりお」の中にある「ワンダーステージ」や、イオンモール常滑の北側駐車場では、ライブや握手会等のイベントを行うこともある。
AKB48
- 52ndシングル「Teacher Teacher」・53rdシングル「センチメンタルトレイン」全国握手会[19]（2018年（平成30年）11月3日開催）
- 56thシングル「サステナブル」全国握手会[20]（2019年（令和元年）11月2日開催）

SKE48
- 25thシングル「FRUSTRATION」リリースイベント[21]（2019年（令和元年）7月20日開催）
- 26thシングル「ソーユートコあるよね？」リリースイベント[22]（2020年（令和2年）1月12日開催）

## ギャラリー

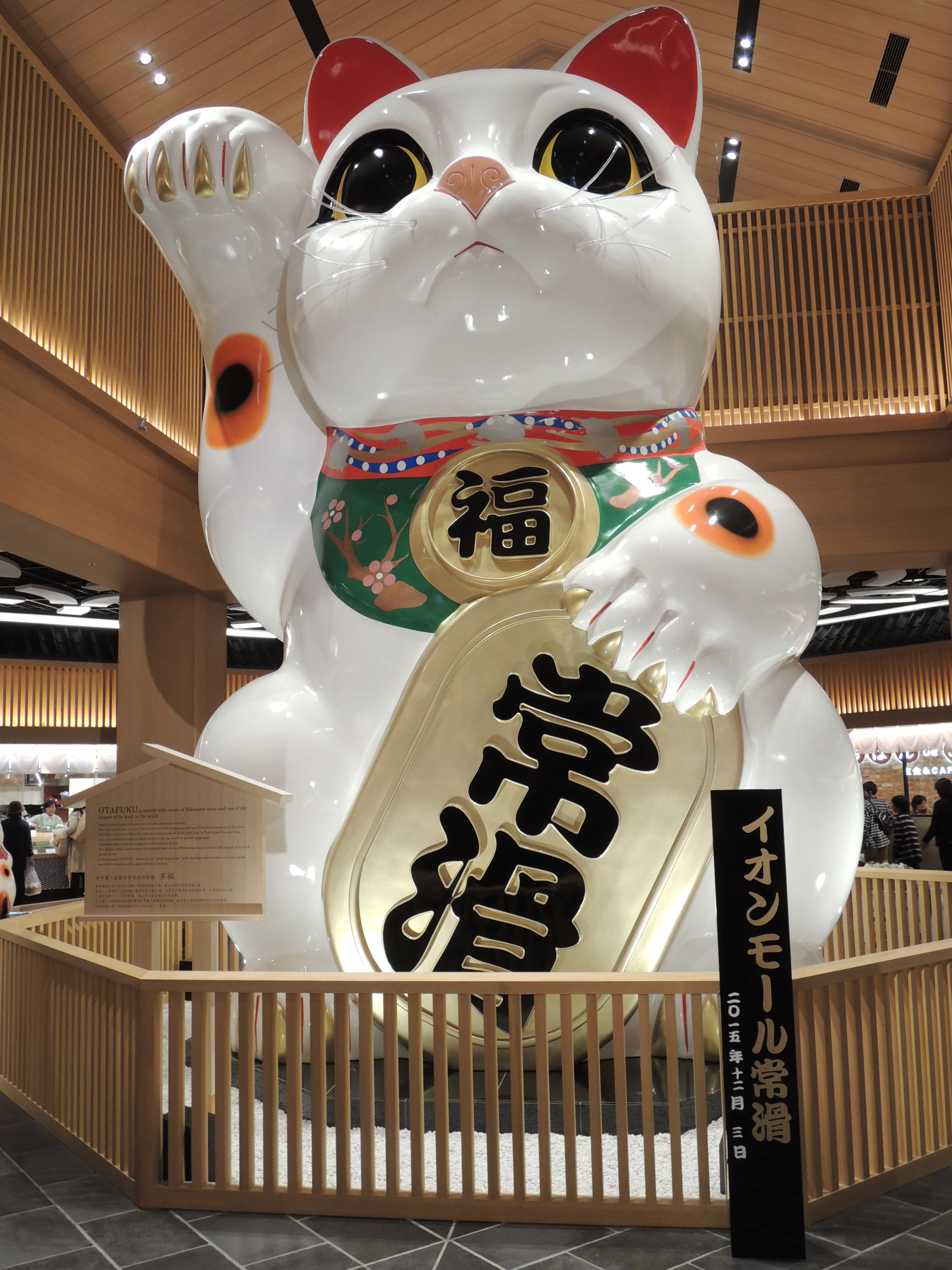
高さ7メートルの招き猫 「お多福（おたふく）」
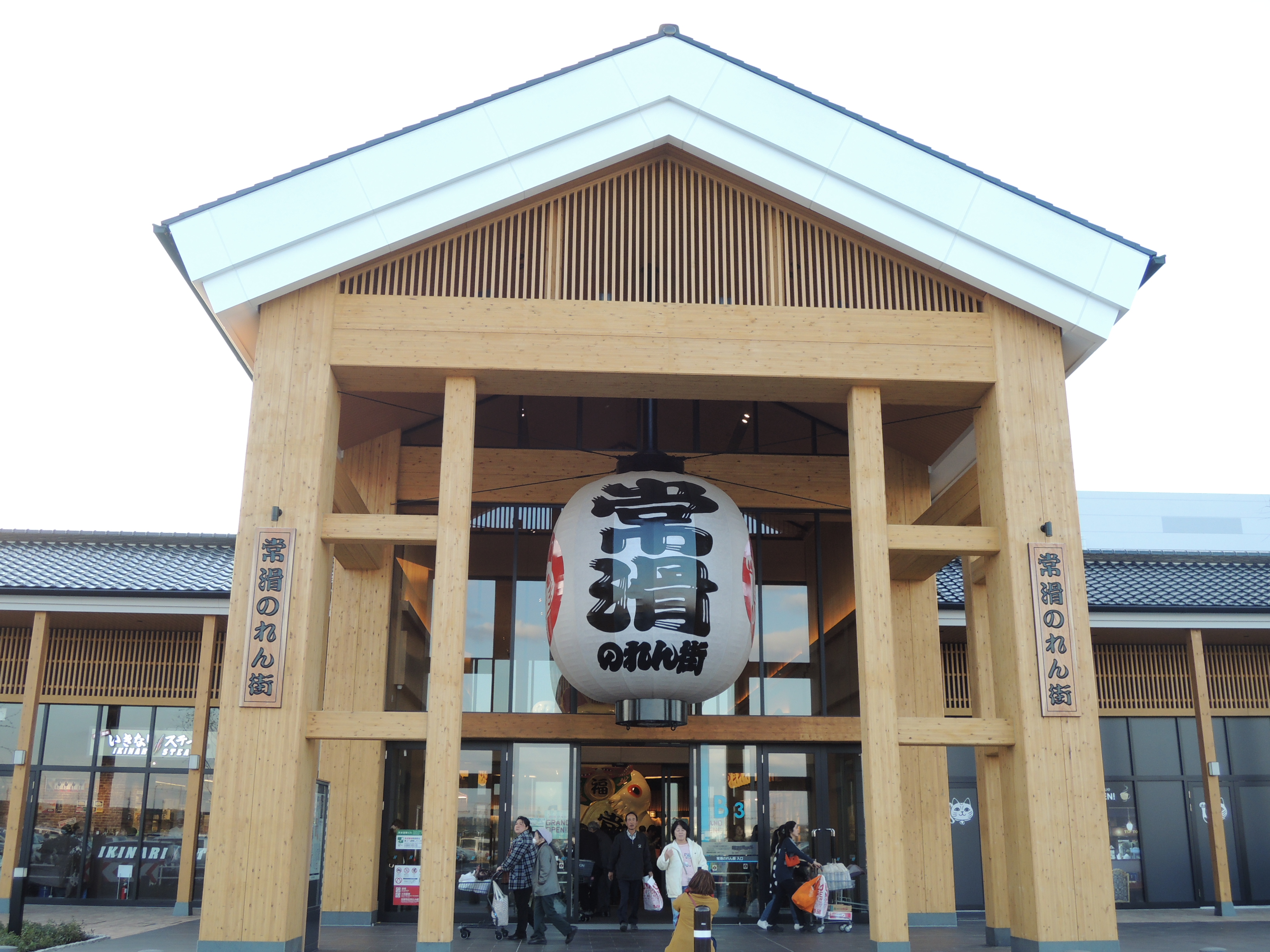
「常滑のれん街」 入口
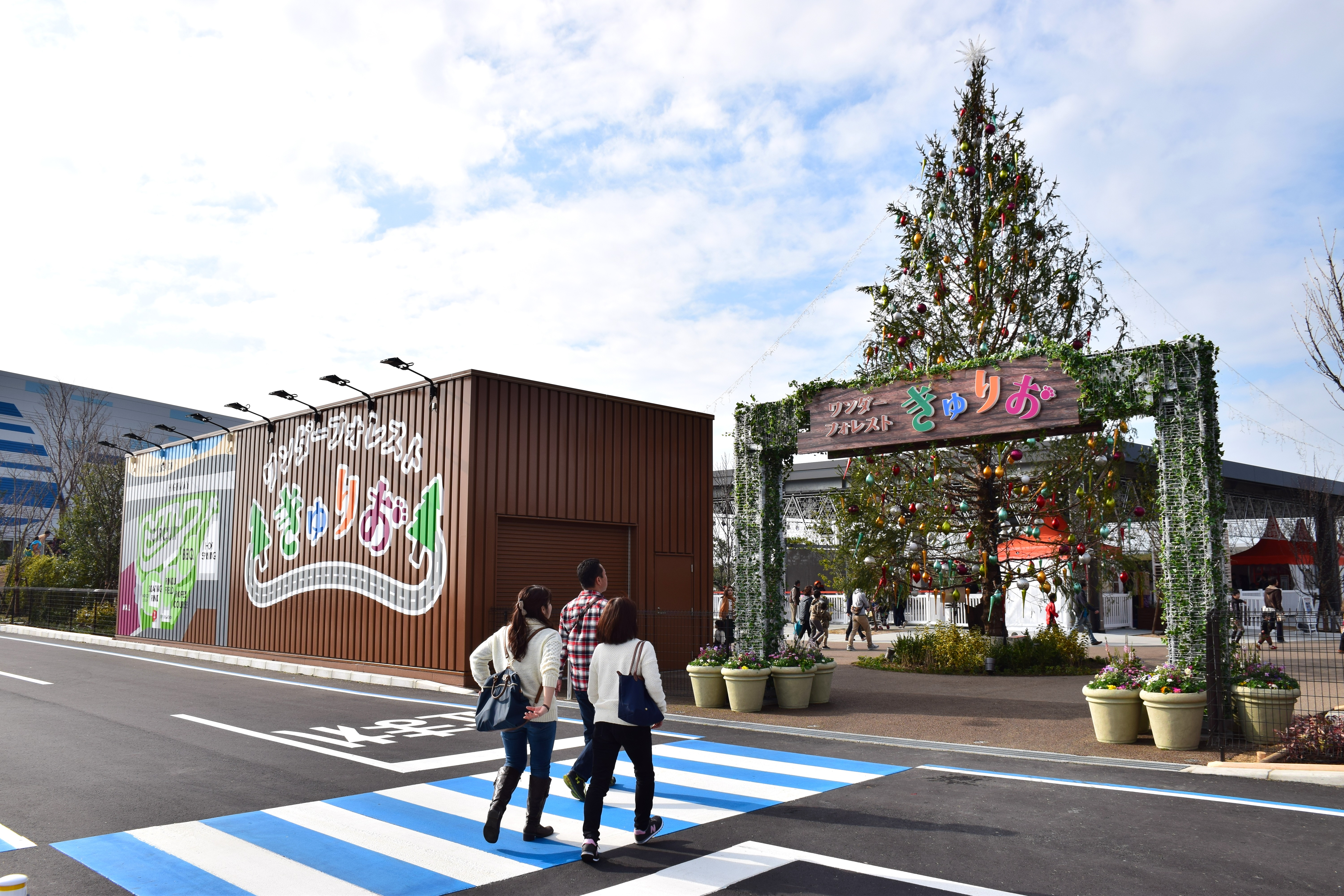
「ワンダーフォレスト きゅりお」 入口
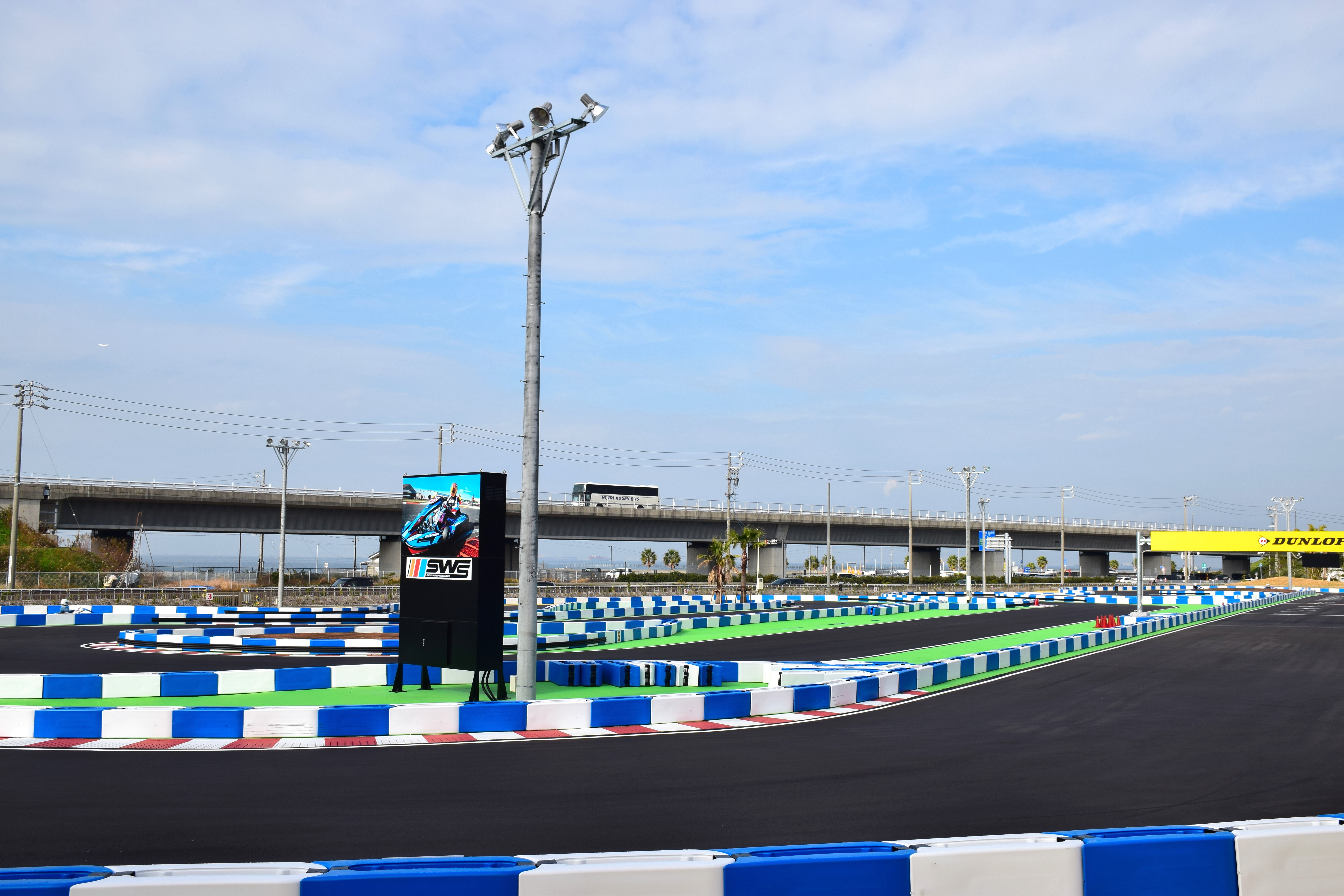
「ワンダーフォレスト きゅりお」内の サーキットコース
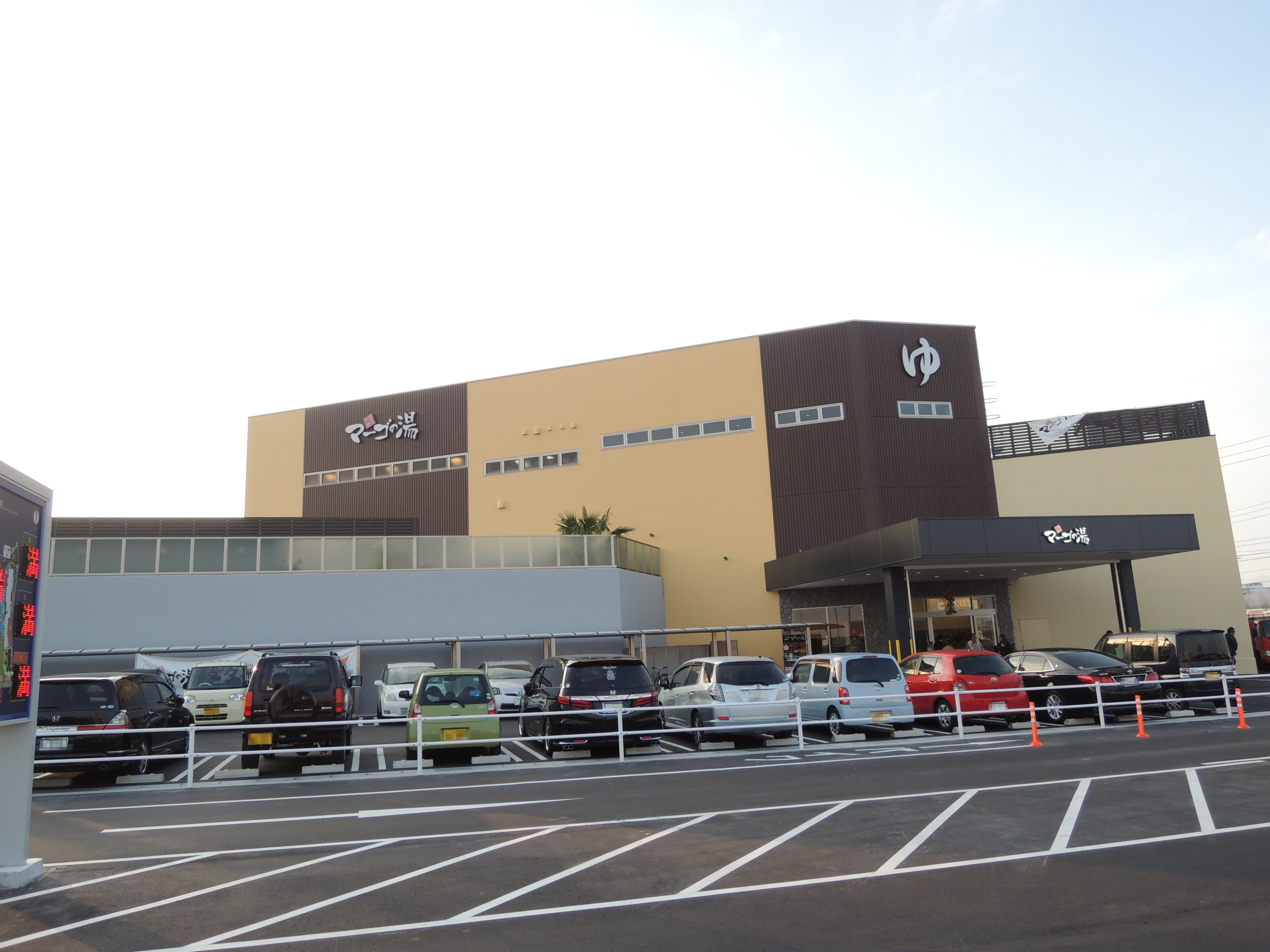
温浴施設「常滑温泉 マーゴの湯」
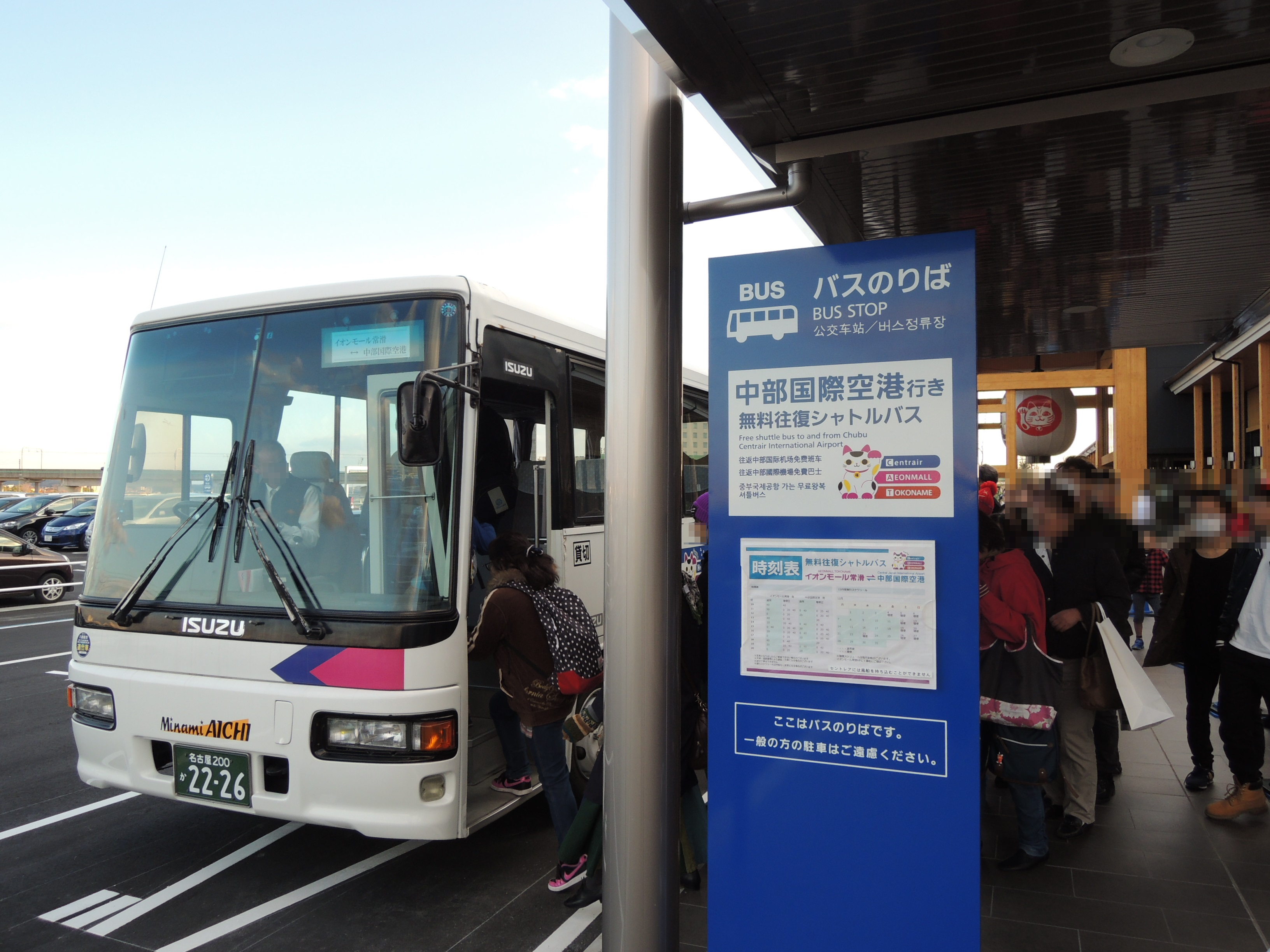
中部国際空港行 無料往復シャトルバス乗り場
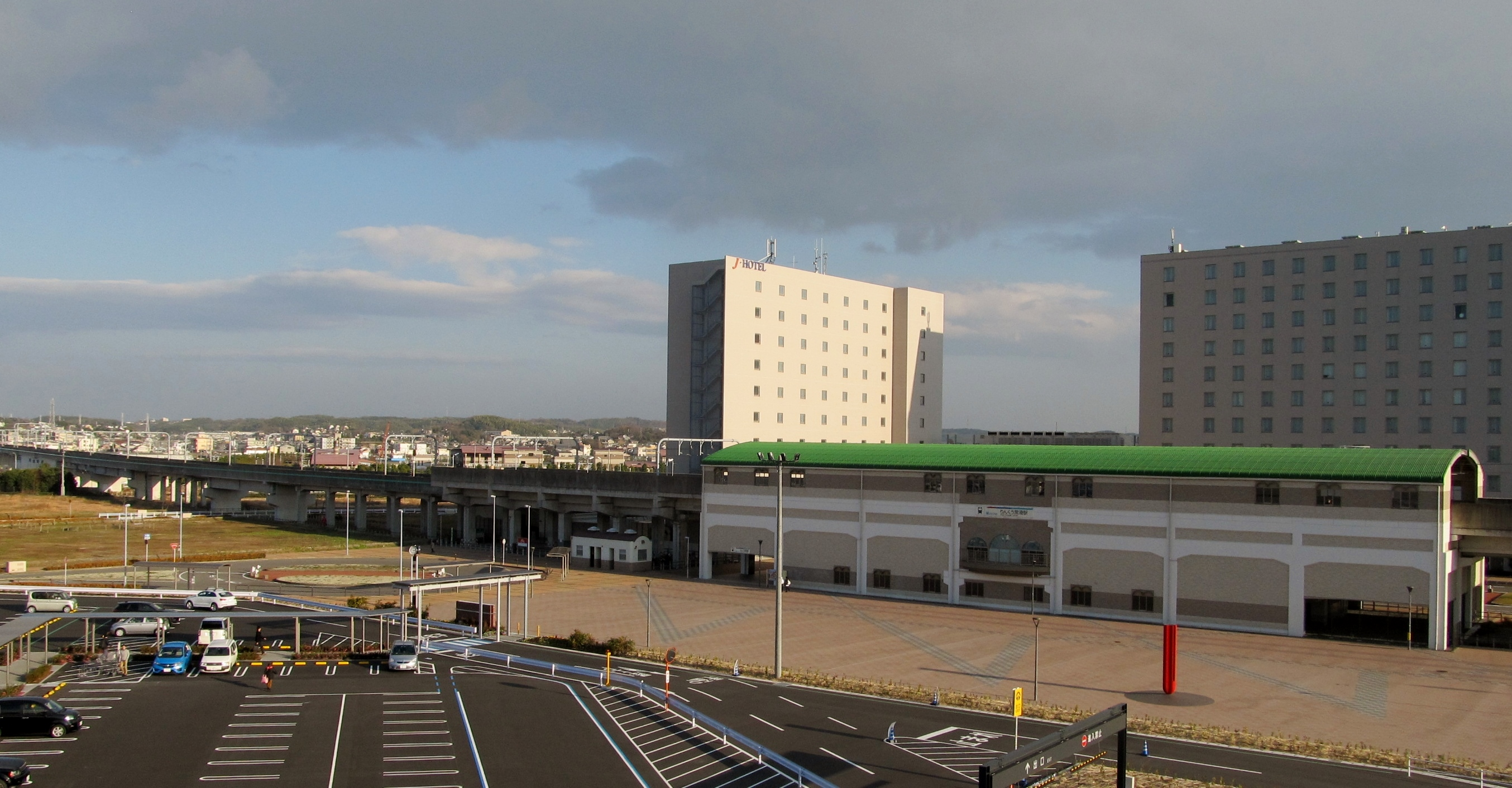
駐車場脇に立地する最寄りの 名鉄空港線 りんくう常滑駅